# ناتالیا بستمیانووا
ناتالیا بستمیانووا (روسی: Наталья Филимоновна Бестемьянова؛ زادهٔ ۶ ژانویهٔ ۱۹۶۰) اسکیت‌باز نمایشی، و رقصنده روی یخ اهل روسیه است.